# Brands Hatch
Brands Hatch je dirkališče, ki leži blizu angleškega mesta Swanley v Kentu. Med letoma 1964 in 1986 je vsako drugo leto gostilo dirko Formule 1 za Veliko nagrado Velike Britanije, dvakrat pa še Veliko nagrado Evrope.

## Zmagovalci
"Veliko nagrado Evrope" označuje svetlo modro ozadje.
| Leto | Dirkač             | Moštvo            | Poročilo |
| ---- | ------------------ | ----------------- | -------- |
| 1986 | Nigel Mansell      | Williams-Honda    | Poročilo |
| 1985 | Nigel Mansell      | Williams-Honda    | Poročilo |
| 1984 | Niki Lauda         | McLaren-TAG       | Poročilo |
| 1983 | Nelson Piquet      | Brabham-BMW       | Poročilo |
| 1982 | Niki Lauda         | McLaren-Cosworth  | Poročilo |
| 1980 | Alan Jones         | Williams-Cosworth | Poročilo |
| 1978 | Carlos Reutemann   | Ferrari           | Poročilo |
| 1976 | Niki Lauda         | Ferrari           | Poročilo |
| 1974 | Jody Scheckter     | Tyrrell-Cosworth  | Poročilo |
| 1972 | Emerson Fittipaldi | Lotus-Cosworth    | Poročilo |
| 1970 | Jochen Rindt       | Lotus-Cosworth    | Poročilo |
| 1968 | Jo Siffert         | Lotus-Ford        | Poročilo |
| 1966 | Jack Brabham       | Brabham           | Poročilo |
| 1964 | Jim Clark          | Lotus-Climax      | Poročilo |